# Eyjar og Miklaholt
Eyjar og Miklaholt (is. Eyja- og Miklaholtshreppur) è un comune islandese della regione di Vesturland.